# Múnisz Dabúr
Múnisz Dabúr (héberül מואנס דאבור, arab nyelven مؤنس دبور, izraeli angol átírással Moanes Dabour) (Názáret, 1992. május 14. –) izraeli válogatott labdarúgó, az emírségekbeli Shabab Al-Ahli játékosa.

## Pályafutása

### Klubcsapatokban
Dabúr a Makkabi Názáret csapatában kezdte pályafutását, majd  2011-ben a Makkabi Tel-Avivhoz szerződött. Az izraeli élvonal 2011–12-es szezonjában nyolc gólt szerzett, összesen 26 bajnokin lépett pályára. A következő idény végén bajnoki címet ünnepelhetett a csapattal. Huszonhat mérkőzésen tízszer volt eredményes. 2013. december 6-án súlyos sérülést szenvedett, az idény hátralevő részében nem lépett pályára.
2014. február 4-én a svájci első osztályú Grasshopperhez igazolt. A zürichi klub 425 000 dolláros átigazolási díjat fizetett az izraeli csapatnak.  2014. február 16-án mutatkozott be új csapatában a St. Gallen elleni mérkőzésen.
2016 májusában bejelentették, hogy az idény végén az osztrák bajnok Red Bull Salzburg csapatában folytatja pályafutását. 2017 februárjában az idény hátralevő részére kölcsönben visszatért a Grasshopperhez. Az osztrák csapattla bajnoki címet nyert és a 2017-2018-as szezonban bejutott csapatával az Európa-liga döntőjébe.
2019 januárjában a spanyol Sevilla igazolta le, Dabúr a 2019-2020-as szezon elején csatlakozott az andalúz csapathoz. Sevillában nem sikerült alapemberré válnia, kilenc tétmérkőzésen három gólt szerzett, bajnokin mindössze két alkalommal játszott, összesen 23 percet. 2020. január 7-én a Hoffenheim igazolta le. 2023. július 12-én az emírségekbeli Shabab Al-Ahli szerződtette.

#### A válogatottban
Tagja volt a hazai rendezésű 2013-as U21-es labdarúgó-Európa-bajnokságon szereplő izraeli korosztályos csapatnak. A torna során mindegyik csoportmérkőzésen pályára lépett.
2014 májusában Eli Guttman hívta meg először az izraeli válogatott keretébe. 2014. június 1-jén a Honduras elleni 4–2-es győzelem alkalmával debütált a nemzeti csapatban. Első válogatott gólját Andorrának lőtte 2015. szeptember 3-án.

## Magánélet
Dabúr arab-izraeli családból származik, muszlim vallású. Testvére szintén profi labdarúgó. Édesapja 2009-ben autóbalesetben halt meg.

## Statisztika

### Klubcsapat
2019. december 18-án frissítve.
| Klub              | Szezon         | Bajnokság              | Bajnokság     | Bajnokság | Országos kupa | Országos kupa | Ligakupa      | Ligakupa | Nemzetközi kupa | Nemzetközi kupa | Összesen      | Összesen |
| Klub              | Szezon         | Bajnokság              | Pályára lépés | Gól       | Pályára lépés | Gól           | Pályára lépés | Gól      | Pályára lépés   | Gól             | Pályára lépés | Gól      |
| ----------------- | -------------- | ---------------------- | ------------- | --------- | ------------- | ------------- | ------------- | -------- | --------------- | --------------- | ------------- | -------- |
| Makkabi Názáret   | 2009–10        | Izraeli Premier League | 5             | 0         | 0             | 0             | 0             | 0        | 0               | 0               | 5             | 0        |
| Makkabi Názáret   | Összesen       | Összesen               | 5             | 0         | 0             | 0             | 0             | 0        | 0               | 0               | 5             | 0        |
| Makkabi Tel-Aviv  | 2011–12        | Izraeli Premier League | 26            | 8         | 1             | 0             | 2             | 1        | 7               | 1               | 36            | 10       |
| Makkabi Tel-Aviv  | 2012–13        | Izraeli Premier League | 26            | 10        | 1             | 0             | 5             | 0        | 0               | 0               | 32            | 10       |
| Makkabi Tel-Aviv  | 2013–14        | Izraeli Premier League | 14            | 4         | 1             | 0             | 0             | 0        | 5               | 0               | 20            | 4        |
| Makkabi Tel-Aviv  | Összesen       | Összesen               | 66            | 22        | 3             | 0             | 7             | 1        | 12              | 1               | 88            | 24       |
| Grasshopper       | 2013–14        | Svájci Szuperliga      | 15            | 9         | 0             | 0             | 0             | 0        | 0               | 0               | 15            | 9        |
| Grasshopper       | 2014–15        | Svájci Szuperliga      | 32            | 13        | 3             | 3             | 0             | 0        | 2               | 0               | 37            | 16       |
| Grasshopper       | 2015–16        | Svájci Szuperliga      | 35            | 19        | 2             | 3             | 0             | 0        | 0               | 0               | 37            | 22       |
| Grasshopper       | Összesen       | Összesen               | 82            | 41        | 5             | 6             | 0             | 0        | 2               | 0               | 89            | 47       |
| Red Bull Salzburg | 2016–17        | Bundesliga             | 15            | 2         | 2             | 3             | 0             | 0        | 8               | 1               | 25            | 6        |
| Red Bull Salzburg | 2017–18        | Bundesliga             | 32            | 22        | 2             | 0             | 0             | 0        | 19              | 7               | 52            | 29       |
| Red Bull Salzburg | Összesen       | Összesen               | 47            | 24        | 4             | 3             | 0             | 0        | 27              | 8               | 77            | 35       |
| Grasshopper       | 2016–17        | Svájci Szuperliga      | 13            | 7         | 0             | 0             | 0             | 0        | 0               | 0               | 13            | 7        |
| Grasshopper       | Összesen       | Összesen               | 13            | 7         | 0             | 0             | 0             | 0        | 0               | 0               | 13            | 7        |
| Sevilla           | 2019–20        | La Liga                | 2             | 0         | 1             | 0             | 0             | 0        | 6               | 3               | 9             | 3        |
| Sevilla           | Összesen       | Összesen               | 2             | 0         | 1             | 0             | 0             | 0        | 6               | 3               | 9             | 3        |
| Karrier összes    | Karrier összes | Karrier összes         | 244           | 114       | 18            | 14            | 7             | 1        | 61              | 24              | 330           | 153      |

### Góljai a válogatottban
Az eredmények minden esetben Izrael szempontjából értendőek.
| #  | Dátum               | Helyszín                          | Ellenfél  | Eredmény a gólt követően | Végeredmény | Versenysorozat                   |
| -- | ------------------- | --------------------------------- | --------- | ------------------------ | ----------- | -------------------------------- |
| 1. | 2015. szeptember 3. | Sammy Ofer Stadion, Haifa, Izrael | Andorra   | 4–0                      | 4–0         | 2016-os Európa-bajnoki selejtező |
| 2. | 2018. november 15.  | Netanya Stadion, Haifa, Izrael    | Guatemala | 3–0                      | 7–0         | Felkészülési mérkőzés            |
| 3. | 2018. november 15.  | Netanya Stadion, Haifa, Izrael    | Guatemala | 4–0                      | 7–0         | Felkészülési mérkőzés            |
| 4. | 2019. március 24.   | Sammy Ofer Stadion, Haifa, Izrael | Ausztria  | 4–1                      | 4–2         | 2020-as Európa-bajnoki selejtező |

## Sikerei, díjai

### Klubcsapat
Makkabi Tel-Aviv
- Izraeli bajnok: 2012–13, 2013–14

Red Bull Salzburg
- Osztrák bajnok: 2016-17, 2017-18, 2018-19
- Osztrák kupa: 2018-19

Sevilla
- Európa-liga: 2019-2020

### Díjak
Grasshoppers
- A svájci bajnokság 2015–16-os idényének gólkirálya
- A svájci bajnokság 2015–16-os idényének legtöbb gólpassza

Red Bull Salzburg
- Az osztrák bajnokság 2017–18-as és 2018–19-es idényének gólkirálya